# Carleton-sur-Mer
Pour les articles homonymes, voir Carleton.
Carleton-sur-Mer [kaʀlətøy̯ːn sʏːʀ mɛːʀ],, communément appelé Carleton, est une ville située dans la MRC d'Avignon sur la rive nord de la baie des Chaleurs, en Gaspésie au Québec, Canada. Elle est depuis longtemps une destination touristique importante de par ses plages donnant sur la baie des Chaleurs, ses eaux baignables et le mont Saint-Joseph. La partie riveraine du centre de Carleton est caractérisée par deux bancs de sable se rejoignant pour créer un barachois où l'on retrouve de nombreux hérons.

## Toponymie
« En 2005, la ville de Carleton–Saint-Omer est devenue la ville de Carleton-sur-Mer. La nouvelle ville de Carleton–Saint-Omer avait été créée le 4 octobre 2000. Elle était issue du regroupement de la ville de Carleton et de la municipalité de la paroisse de Saint-Omer. »
« Les municipalités des cantons de Carleton (1855) et de Carleton-sur-Mer (1927) ont d'abord existé comme entités distinctes avant de fusionner en 1972 pour former la ville de Carleton. »
« La paroisse [de Saint-Omer], qui a donné son nom à la municipalité (1904) — identifié comme Carleton West entre 1887 et 1903 —, a été détachée de Saint-Joseph-de-Carleton en 1899 par suite de son érection canonique. »

## Histoire

### L'histoire de Tracadièche/Carleton

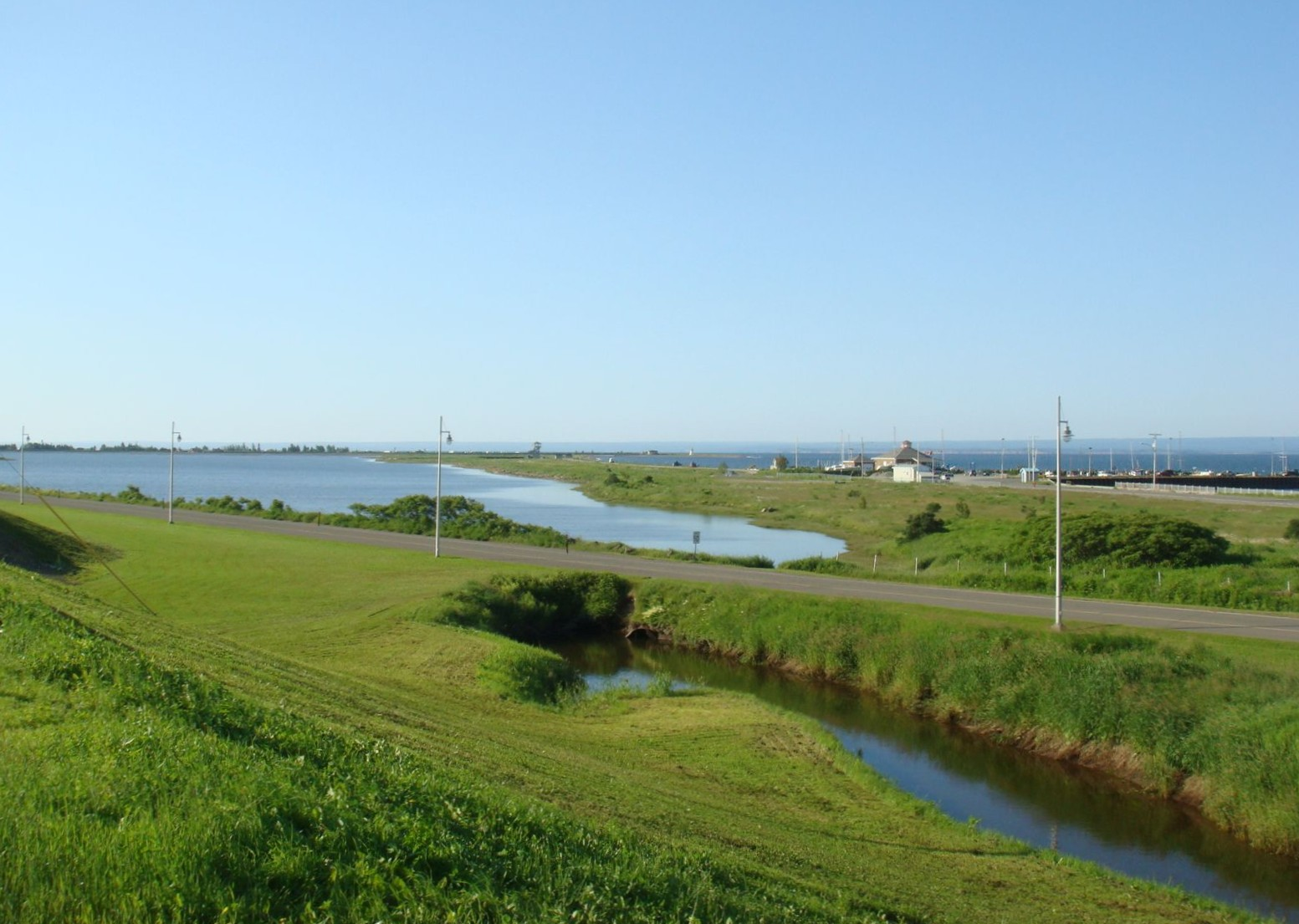
Barachois en bordure de la Baie-des-Chaleurs, Carleton-sur-Mer (secteur Carleton), Gaspésie.

C'est vers 1766 qu'arrivèrent à Tracadièche (francisation du terme Mi'gmag Tracadigache) les sept premières familles acadiennes de Bonaventure et Restigouche qui avaient été déportées en 1755 de Beaubassin en Nouvelle-Écosse. Charles Dugas et Benjamin LeBlanc (tous deux de Grand-Pré), en seraient les fondateurs. Entre 1772 et 1774 arriva de Québec l’abbé Mathurin Bourg, premier prêtre acadien. Le tout premier « recensement Tracadigache 1777 » qu'il fit indique la présence des patronymes suivants : Allard, Allain, Arseneau, Aubertin, Barriot, Bergeron, Berthelot, Boudreau, Bujold, Comeau, Cormier, Dugas, Francis, Landry, Leblanc, Poirier et Richard. Un total de 177 personnes sont dénombrées. Une correspondance de trois pages de l'abbé Bourg au gouverneur, intitulée « Tracadigache 7 avril 1784 », indique les terrains cultivés par les habitants : « Endorsed: A list of the inhabitants of Tracadigache and the quantity of land each inhabitant has improved » soit de 3 à 12 arpents par homme.
En 1787 l'arrivée de loyalistes des États-Unis fit qu'on changea le nom de Saint-Joseph de Tracadièche en Saint-Joseph de Carleton en l'honneur du général Guy Carleton.
Le 4 octobre 2000 les municipalités de Carleton et de la paroisse de Saint-Omer furent regroupées sous le nom de Carleton–Saint-Omer. Le 7 mai 2005 le nom fut officiellement changé en Carleton-sur-Mer.

### Les 100 ans d'histoire distincte de Saint-Omer

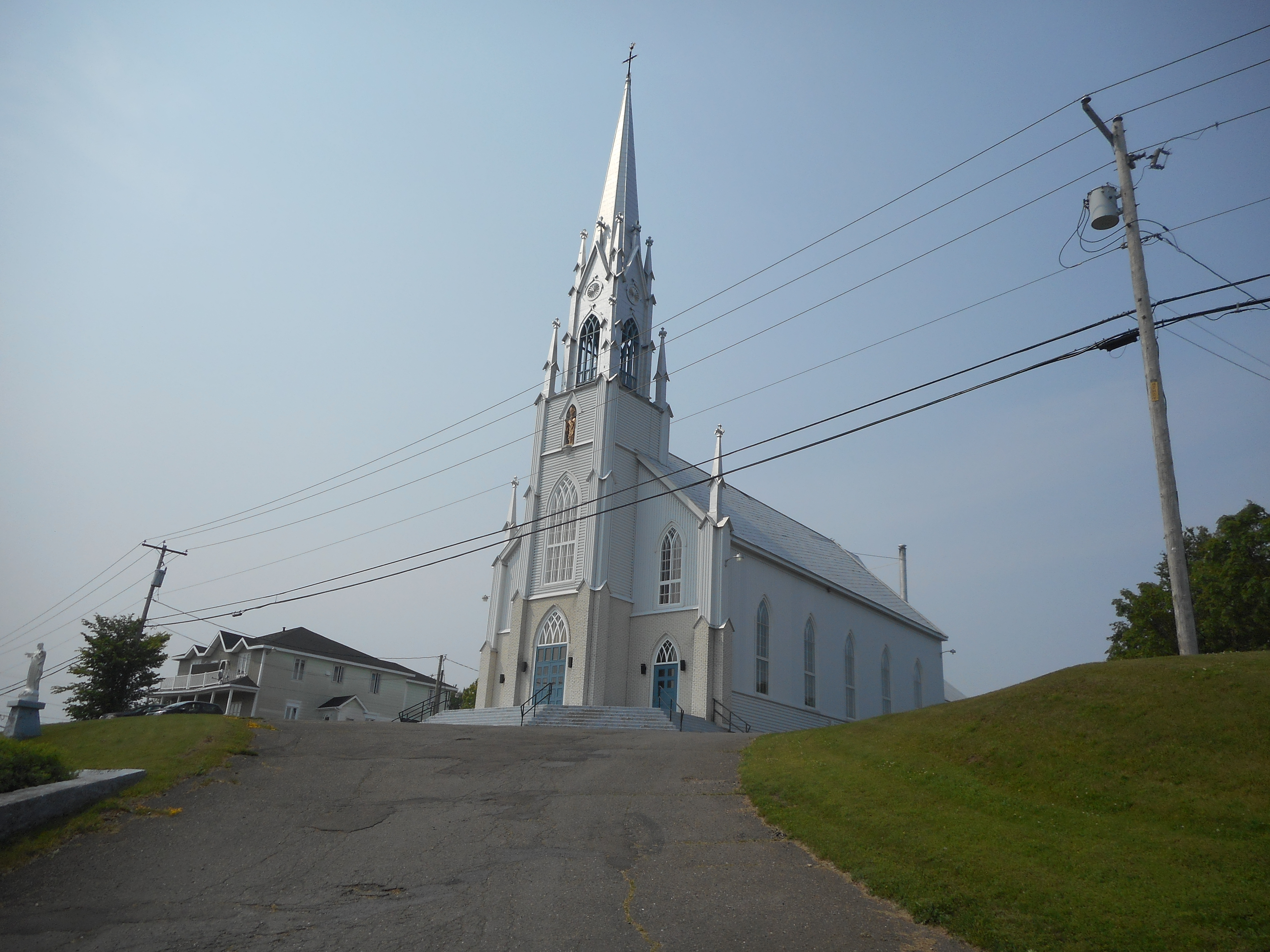
Église de Saint-Omer.

Après l'arrivée des Acadiens en 1766 le territoire de Saint-Omer faisait partie de la Paroisse Saint-Joseph de Tracadièche et avait donc un vécu commun avec Carleton. Au fil des années des familles se sont installées plus loin à l'ouest de Tracadièche (devenu Carleton), et en 1899 la taille de la population justifiait la création d'une nouvelle Paroisse de Saint-Omer, qui fut approuvée par le gouvernement en 1902.
Pendant 100 ans, Saint-Omer fonctionna en tant que paroisse et ensuite en tant que municipalité. Son économie dépendait largement de la pêche, de l'agriculture et de la forêt. Saint-Omer avait ses propres écoles primaires et les étudiants du secondaire venaient à l'École Polyvalente de Carleton (renommée École Antoine-Bernard en 1983).
Le 4 octobre 2000, la municipalité de Saint-Omer a été réunifiée à Carleton.

### Saint-Louis de Gonzague (1864-2014) 150 ans
Saint-Louis de Gonzague est un petit village agricole et forestier situé à 8 kilomètres au nord de Saint-Omer, fondé par Louis Litalien en 1864 et dont un secteur nommé Biron fut fermé par le gouvernement du Québec en 1974. Quelques personnes y habitent encore. En 2002 s'y est tenue la Fête de l'union paysanne gaspésienne. Lieu d'origine du chanteur country Honoré Godbout et de Jean-Marie-Prudent Landry, Le Roi de la mâchoire Du 10 au 12 octobre 2014, Saint-Louis-de-Gonzague a fêté son 150e anniversaire de fondation.

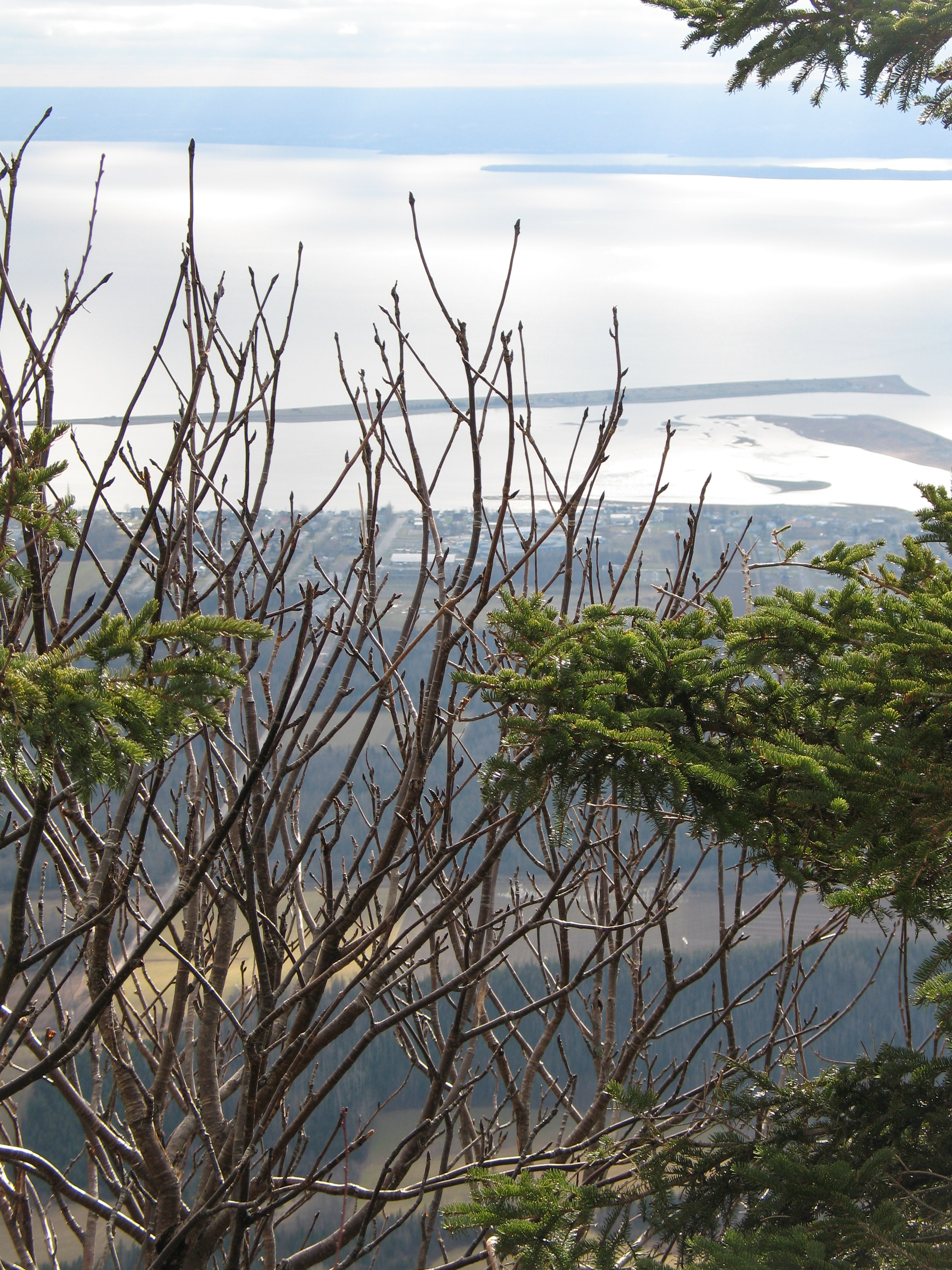
Barachois de Carleton vu du mont Saint-Joseph, au loin on entrevoit l'Île aux Hérons (Nouveau-Brunswick).

## Géographie
La rivière Stewart traverse le centre municipalité du nord au sud.

### Municipalités limitrophes

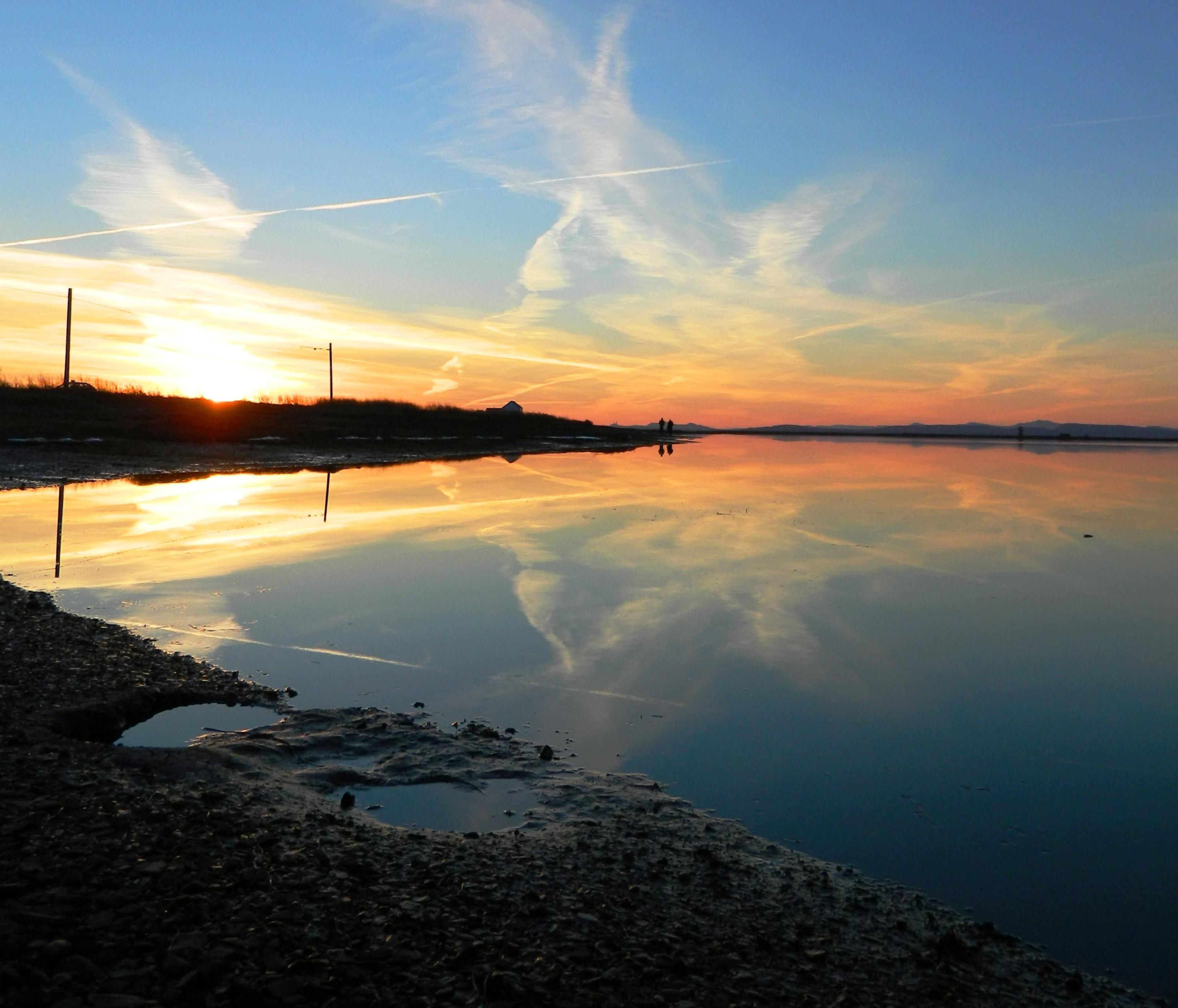
Coucher de soleil à Carleton-sur-Mer.

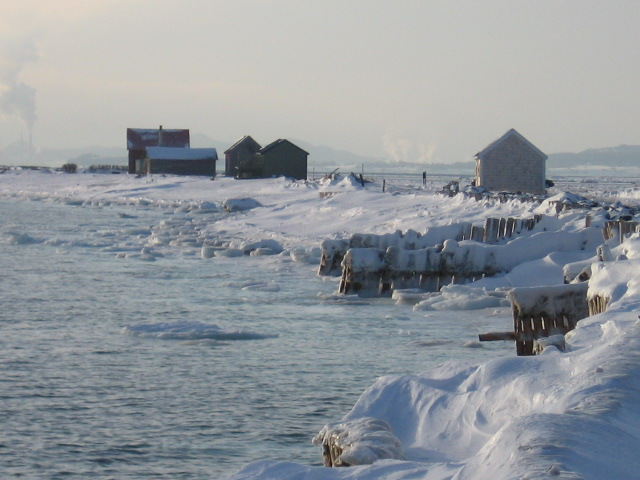
Camping de Carleton-sur-Mer en hiver.

### Hameaux
- Caps-de-Maria
- Carleton-Ouest
- Petit-Carleton
- Pointe-Bourg
- Saint-Omer
- Robitaille
- Mission St-Louis-de-Gonzague
- Biron

## Démographie
| 1986  | 1991  | 1996  | 2001  | 2006  | 2011  | 2016  | 2021  |
| ----- | ----- | ----- | ----- | ----- | ----- | ----- | ----- |
| 2 663 | 2 749 | 2 886 | 4 010 | 4 077 | 3 991 | 4 073 | 4 081 |

Le recensement canadien de 2006 indique une augmentation de 1,7 % de la population par rapport au recensement de 2001.

## Administration
Les élections municipales se font en bloc pour le maire et les six conseillers.

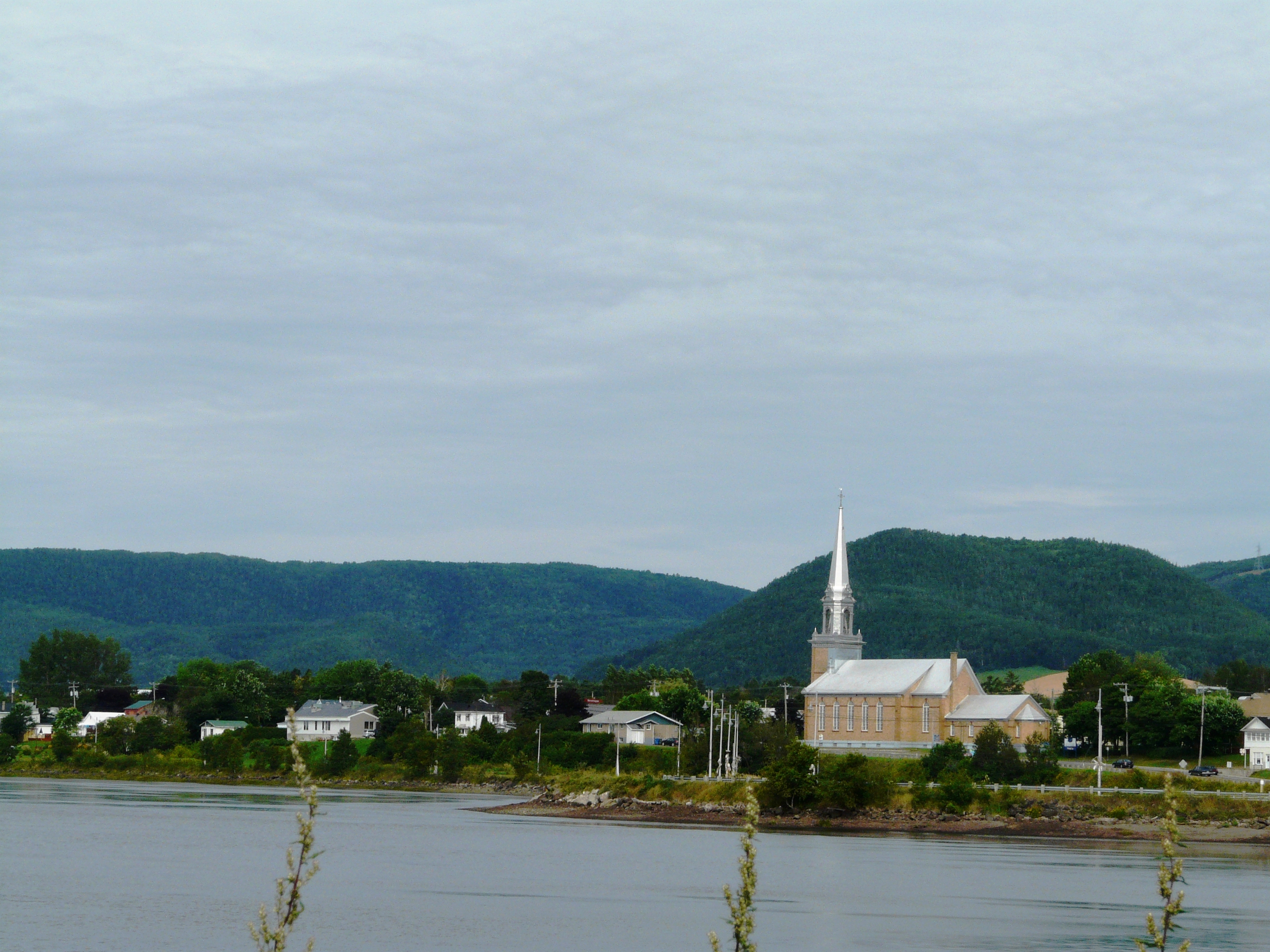

| Carleton-sur-Mer Maires depuis 2001                                                                                  |                  |         |          |
| Élection | Maire            | Qualité | Résultat |
| 2005 | Michel Lacroix   |         | Voir     |
| 2009 | Denis Henry      |         | Voir     |
| 2013 | Denis Henry      | Voir    |          |
| 2017 | Mathieu Lapointe |         | Voir     |
| 2021 | Mathieu Lapointe | Voir    |          |
| Élection partielle en italique Depuis 2005, les élections sont simultanées dans toutes les municipalités québécoises |                  |         |          |

## Activité économique
Historiquement, l'économie de Carleton était surtout basée sur l'agriculture, la pêche et la forêt. Le quai en eau profonde permettait l'allée et venue de navires marchands étrangers venant chercher le bois. Le tourisme fait aussi partie depuis longtemps de l'économie locale à cause des plages et de la température de l'eau.
Aujourd'hui, le tourisme a augmenté grandement et l'économie s'est transformée au point que les emplois du secteur tertiaire représentent maintenant 74 % du marché de l'emploi.
Un parc éolien d'une capacité installée de 109,5 MW a été mis en service le 22 novembre 2008 par la société Cartier Énergie. L'ensemble de la production de ce parc de la société Cartier Énergie est vendue en vertu d'un contrat de 20 ans à Hydro-Québec.

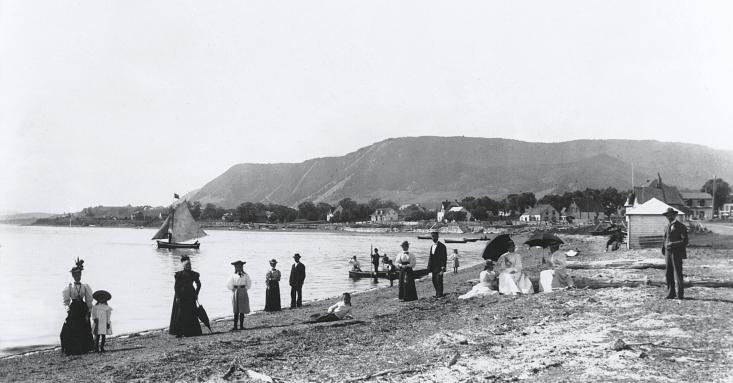
Carleton, vers 1897.

## Culture

### Personnalités
- Joseph-Théophile Allard (Carleton-sur-Mer, 1842 - Caraquet, 1912), prêtre, fondateur du Collège Sacré-Cœur.
- Le chanteur Kevin Parent, l'humoriste Pascal Barriault, l’actrice / pianiste / auteure-compositrice-interprète Viviane Audet  et l’actrice Larissa Corriveau ont fait leurs études secondaires à l'école Antoine-Bernard.
- Thomas Fawcett (1848-1920), ingénieur britannique, y est mort.

### Événements
- Le Quai des Arts.
- Le festival de musique traditionnelle La Virée.
- Le raid international Gaspésie
- Le marathon Baie-des-Chaleurs
- Le festival BleuBleu

## Éducation
La Commission scolaire René-Lévesque gère les écoles de Carleton. Elle s'appelait anciennement Commission scolaire Tracadièche, nom venant du Micmac « Lieu où se tiennent les hérons ».
- Primaire: École Bourg, École des Audomarois.
- Secondaire: École Antoine-Bernard de Carleton.

Au niveau collégial, Centre d'études collégiales de Carleton du Cégep de la Gaspésie et des Îles.

### Histoire des autres édifices d'enseignement
- École Saint-Joseph. 1re à 3e années du primaire (dates à confirmer)
- École Normale. 3e à 6e années du primaire (dates à confirmer), logeant aujourd'hui des locaux d'éducation collégiale et universitaire.
- École maternelle (1967-1978), petit bâtiment aujourd'hui démoli situé derrière l'École Bourg.